# Thiên Phù Tam Ấn

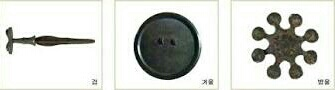
Thiên Phù Tam Ấn

Thiên Phù Tam Ấn (tiếng Hàn: 천부인) còn được biết đến là ba báu vật thần thánh của Triều Tiên tượng trưng cho ngôi báu của Hwanung. Chúng bao gồm thanh gươm Tỳ Bà Hình Đồng Kiếm (비파형동검, 琵琶形銅劍), chiếc mâm Đa Nữu Thô Văn Bàn (다뉴조문경, 多鈕粗文鏡), và lục lạc Bát Đầu Linh (팔두령, 八頭鈴).

## Truyền thuyết tạo lậpCổ Triều Tiên
Trên trời có vị thần (천제- 天帝- Thiên Đế)tên là Hwanin (환인- 桓因- Hoàn Nhân). Hoàn Nhân được xem là một biến thể của hình tượng thần Mặt Trời Indra của Ấn Độ. Hwanin được xem là tên Phật giáo của thần Indra, tên này được dùng khắp vùng Đông Á. Hoàn Nhân có một người con trai là Hwanung (환웅- 桓雄- Hoàn Hùng). Hàng ngày, Hoàn Hùng đều nhoài người ra khỏi mép của thiên đường nhìn xuống Trái Đất và rơi lệ. Khi cha hỏi tại sao, Hoàn Hùng trả lời cậu lo lắng cho số phận của các mạng người và cậu muốn cai trị họ để mang bình an và công lý đến cho loài người. Cảm động trước sự thành tâm của cậu, Hoàn Nhân cho phép cậu giáng trần cai trị. Ông trao cho con ba bảo vật gia truyền 천부삼인 (天符三印), cùng với một đoàn tùy tùng 3000 người và ra lệnh cho 3 vị thần gió 풍백 (風伯), mưa 우사 (雨師), và mây 운사 (雲師) đi theo cậu.
Hoàn Hùng giáng trần. Đầu tiên, ông đến đỉnh núi Taebaek nơi mà ông thành lập một thành tên là Thần Thị (Shinshi- 신시- 神市), nghĩa là "thành phố của các vị thần". Hoàn Hùng chăm lo cho 360 việc đời, bao gồm nông nghiệp, cuộc sống, bệnh tật, công lý, tốt xấu...Đó là thời điểm có hai con vật đến xin Hoàn Hùng cho chúng trở thành con người.
Một là con hổ, mà ngày nay được xem là biểu tượng cho một thị tộc thờ hổ, thường tranh đấu vì sức mạnh; và con gấu tượng trưng cho một bộ tộc văn minh và hiền hơn.
Hoàn Hùng đưa cho cả hai một nhánh ngải cứu, 20 hạt đinh hương hoặc tép tỏi. Họ phải làm cách nào đó xua tan cơn đói với những thứ này trong khi vẫn ở trong một cái hang tối không thấy ánh mặt trời trong vòng 100 ngày. Con hổ bỏ cuộc trước khi hết thời hạn của thử thách, còn con gấu vẫn kiên nhẫn; cho đến ngày thứ 21, nó biến thành một người phụ nữ xinh đẹp. Người phụ nữ được đặt tên là Ungnyeo (웅녀- 熊女- Hùng Nữ).
Không lâu sau khi được chuyển kiếp, Hùng Nữ lại cầu xin một đứa con, nhưng vì cô đã từng là một con thú trước khi trở thành con người, không ai muốn cưới cô. Buồn bã, cô ngồi dưới bóng một cây thần và cầu nguyện mỗi ngày để có một đứa con. Hoàn Hùng, cảm động bởi lời cầu nguyện của cô, đã tạm thời biến thành con người và cùng với ông, bà sinh ra một đứa con trai.
Đứa con trai này là Đàn Quân, tổ tiên của người Triều Tiên.
Đàn Quân thành lập một vương quốc tên là Asadal 아사달 (nghĩa là mảnh đất nơi mà mặt trời buổi sáng chiếu đến). Tên đó sau này được đổi thành Triều Tiên (Joseon- 조선- 朝鮮) (bây giờ gọi là Cổ Triều Tiên để phân biệt nó với nhà Triều Tiên của vương quốc Triều Tiên sau này.). Truyền thuyết kể rằng, Đàn Quân cai trị vương quốc trong vòng 1500 năm trước khi nó bị xâm lược bởi đế quốc Ju. Người ta tin rằng ông sống đến 1,908 tuổi, đến tuổi đó, ông quyết định rời khỏi địa ngục và đi về phía những dãy núi xa, nơi ông trở thành thần núi (Sansillyeong- 산신령).